# Latvijas Avīze
Latvijas Avīze – łotewski dziennik wydawany w języku łotewskim. 
Został założony w 1987 roku jako „Lauku avīze”. W 2003 roku zmienił nazwę na „Latvijas Avīze”. 
Dzienny nakład pisma wynosi blisko 15 tys. egzemplarzy (2018). 